# Język wymarły

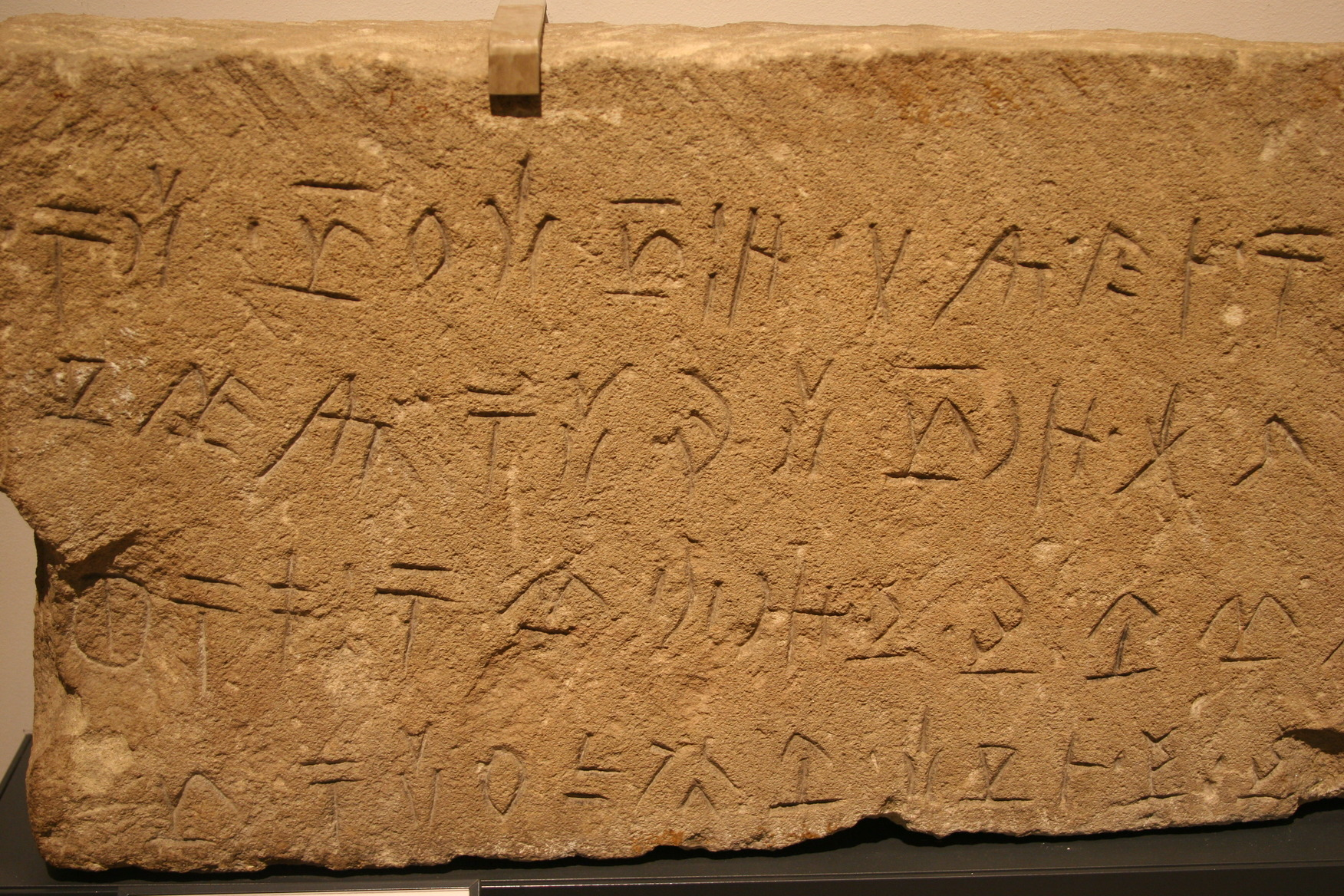
Inskrypcja w wymarłym języku eteocypryjskim

Język wymarły – język, który nie jest już używany ani w formie pisanej, ani ustnej. Przy takim języku zazwyczaj stawiany jest znak krzyża w indeksie górnym (nazwa języka†) lub też na równi z tekstem (nazwa języka †).

## Wybrane języki wymarłe
- baktryjski
- bo
- burgundzki
- dalmatyński
- egipski
- etruski
- gocki
- jaćwiński
- jagański, od 2022
- kakauhua
- kananejskie
- karyjski
- kuroński
- licyjski
- lidyjski
- luwijski
- milyjski
- połabski
- pruski
- sumeryjski
- ugarycki
- wedyjski
- yola
- zemgalski